# Lemurophoenix halleuxii
Lemurophoenix es un género con una única especie de planta perteneciente a la familia de las palmeras (Arecaceae): Lemurophoenix halleuxii (J.Dransf., 1991). Es una especie nativa de Madagascar.

## Taxonomía
Lemurophoenix halleuxii fue descrito por John Dransfield y publicado en Kew Bulletin 46(1): 62, f. 1. 1991.
Etimología
Lemurophoenix: nombre genérico derivado de dos palabras del griego: lemur = "lemur", y phoenix = "nombre general para una palmera", en referencia a su nombre vernáculo malgache, hovitra varimena, (la palma roja lémur).
halleuxii: epíteto